# دوريس غيتس
دوريس غيتس (بالإنجليزية: Doris Gates)‏ هي أمينة مكتبة وكاتِبة وكاتبة للأطفال أمريكية، ولدت في 26 نوفمبر 1901 في ماونتن فيو في الولايات المتحدة، وتوفيت في 3 سبتمبر 1987 في كارميل-بي-ثي-سي في الولايات المتحدة.